# Ben Demaree
Ben Demaree ist ein US-amerikanischer Filmschaffender und Kameramann.

## Leben
Erste kleinere Tätigkeiten hinter der Kamera übernahm Demaree 2006 im Spielfilm I Am Omega. Außerdem war er in der Produktion des Films Wasted im selben Jahr involviert und fungierte als Teil des Produzententeams in sieben Episoden der Fernsehserie Devil's Trade. Als Kameramann folgten viele Zusammenarbeiten mit dem Filmstudio The Asylum, das besonders für B-Movies und Mockbuster bekannt geworden ist. Für das Filmstudio wirkte er in den Haifilmen Supershark, Sharknado – Genug gesagt!, Sharknado 2 und Sharknado 3 als Kameramann mit. 2013 fungierte er im Film Hänsel und Gretel als verantwortlicher Kameramann. Zwei Jahre später in der Fortsetzung Hänsel vs. Gretel übernahm er dieselbe Tätigkeit und fungierte zusätzlich als Regisseur. 2014 war er für den Film Apocalypse Pompeii als Filmregisseur und Kameramann verantwortlich. Im Filmgenre des Katastrophenfilms war er unter anderen für die The-Asylum-Filme 100° Below Zero – Kalt wie die Hölle, World of Tomorrow – Die Vernichtung hat begonnen oder San Andreas Quake – Los Angeles am Abgrund als Kameramann tätig. Er wirkte aber auch in anderen Filmgenres wie 2013 in der Komödie Alone for Christmas: Bone – Allein zu Haus oder 2015 im Actionfilm Flight World War II – Zurück im Zweiten Weltkrieg als Kameramann mit. Er fungierte in sechs Episoden der Fernsehserie The Chadwick Journals als Kameramann.

## Filmografie (Auswahl)

### Regie
- 2011: Backfire (Kurzfilm)
- 2014: Apocalypse Pompeii
- 2015: Hänsel vs. Gretel (Hansel vs. Gretel)
- 2016: Dear Diary I Died
- 2018: Ouija House

### Drehbuch
- 2011: Backfire (Kurzfilm)
- 2021: The Gardener
- 2022: Bring Him Back Dead

### Produktion
- 2006: Wasted
- 2007: Devil's Trade (Fernsehserie, 7 Episoden)
- 2008: Final Hour (Kurzfilm)
- 2008: Valley of Angels
- 2011: Backfire (Kurzfilm)
- 2019: Dolls

### Kamera
- 2006: I Am Omega
- 2007: AVH: Alien vs. Hunter
- 2008: The Urge (Kurzfilm)
- 2008: The Heavy Show (Fernsehserie, Episode 2x03)
- 2008: Final Hour (Kurzfilm)
- 2008: South of Nowhere (Fernsehserie, 2 Episoden)
- 2009: Misadventures in Matchmaking (Fernsehserie, 1 Episode)
- 2010: Three Times a Lady (Kurzfilm)
- 2010: Titanic 2 – Die Rückkehr (Titanic II)
- 2010: Mega Shark vs. Crocosaurus
- 2011: Camel Spiders – Angriff der Monsterspinnen (Camel Spiders, Fernsehfilm)
- 2011: Adopt a Wolf (Kurzfilm)
- 2011: Keeping Up with the Kartrashians (Fernsehserie, 1 Episode)
- 2011: 18 und immer noch Jungfrau (Barely Legal)
- 2011: Die drei Musketiere – Alle für einen und Waffen für alle! (3 Musketeers)
- 2011: Together We Can Find a Cure (Kurzfilm)
- 2011: A Warm Wind
- 2011: Supershark (Super Shark)
- 2011: The Amityville Haunting
- 2011: Cutting the Apron Strings (Kurzfilm)
- 2011: Battle of Los Angeles
- 2011: Thor – Der Allmächtige (Almighty Thor, Fernsehfilm)
- 2011: Born Bad
- 2011: No Saints for Sinners
- 2012: Forever Beautiful (Kurzfilm)
- 2012: Ventriloquist Adrift (Kurzfilm)
- 2012: Tringled
- 2012: Bikini Spring Break Massaker
- 2012: Zombies Vs. Strippers
- 2012: Golden Winter – Wir suchen ein Zuhause (Golden Winter)
- 2012: Love Betty White (Fernsehfilm)
- 2012: 12/12/12
- 2012: Return of the Killer Shrews
- 2012: Livin' the Dream (Kurzfilm)
- 2012: DL Chronicles (Fernsehserie, Episode 2x01)
- 2012: Jersey Shore Shark Attack (Fernsehfilm)
- 2012: Bigfoot – Die Legende lebt! (Bigfoot, Fernsehfilm)
- 2012: Christmas Twister (Fernsehfilm)
- 2013: Hänsel und Gretel (Hansel & Gretel)
- 2013: Sharknado – Genug gesagt! (Sharknado, Fernsehfilm)
- 2013: 100° Below Zero – Kalt wie die Hölle (100 Degrees Below Zero)
- 2013: Whateva U Like (Musikvideo)
- 2013: Alone for Christmas: Bone – Allein zu Haus (Alone for Christmas)
- 2013: Hello Hero: Holding Out for a Hero (Kurzfilm)
- 2013: Attila – Master of an Empire (Attila)
- 2013: Summoned (Fernsehfilm)
- 2014: Mega Shark vs. Mechatronic Shark
- 2014: Apocalypse Pompeii
- 2014: The Legend of Sleeping Beauty – Dornröschen (Sleeping Beauty)
- 2014: World of Tomorrow – Die Vernichtung hat begonnen (Age of Tomorrow)
- 2014: Sharknado 2 (Sharknado 2: The Second One, Fernsehfilm)
- 2014: Best Day Ever
- 2014: Four Queens (Kurzfilm)
- 2014: XL Energy Drink Commercial (Kurzfilm)
- 2014: The Big Bad City
- 2014: Hyperion (Kurzfilm)
- 2014: Arabeeky (Dokumentation)
- 2015: Hänsel vs. Gretel (Hansel vs. Gretel)
- 2015: Harmony (Kurzfilm)
- 2015: San Andreas Quake – Los Angeles am Abgrund (San Andreas Quake)
- 2015: Dangerous Company
- 2015: Flight World War II – Zurück im Zweiten Weltkrieg (Flight World War II)
- 2015: Sharknado 3 (Sharknado 3: Oh Hell No!, Fernsehfilm)
- 2015: God's Club
- 2015: The Divine Tragedies
- 2016: Swipe
- 2016: Krankenschwester des Grauens (Nightmare Nurse)
- 2016: Hidden Truth
- 2016: Fortune Cookie
- 2016: First Comes Like
- 2016: Dear Diary I Died
- 2016: Charlie's Gift (Kurzfilm)
- 2016: Mack & Moxy (Fernsehserie, 12 Episoden)
- 2017: Tödlicher Handel (Taken Heart)
- 2017: Dances with Werewolves
- 2017: Delivering Christmas (Kurzfilm)
- 2017: My Christmas Grandpa (Kurzfilm)
- 2018: Congo Cabaret (Kurzfilm)
- 2018: Ouija House
- 2018: Eve of Abduction
- 2018: Sigourney Weaver (Kurzfilm)
- 2018: The Wrong Cruise (Fernsehfilm)
- 2018: A Mother's Worst Fear (Fernsehfilm)
- 2019: A Deadly Romance (Fernsehfilm)
- 2019: Dolls
- 2019: Love on Repeat (Fernsehfilm)
- 2019: Erasing His Past (Fernsehfilm)
- 2019: The Chadwick Journals (Fernsehserie, 6 Episoden)
- 2019: The Murder of Nicole Brown Simpson
- 2019: Dance Night Obsession
- 2020: Killer Cheerleader (Fernsehfilm)
- 2021: Attraction to Paris
- 2021: Smoke, Lilies and Jade (Kurzfilm)
- 2021: High Holiday